# Гунафьордюр
65°38′35″ пн. ш. 20°28′43″ зх. д. / 65.64291667° пн. ш. 20.47858333° зх. д.
Гунафьордюр (ісл. Húnafjörður) — фіорд на півночі Ісландії. Це східна частина затоки Хунафлоуї, яка обмежена півостровами Ватнснес на заході та Скагі на сході. Гунафьордюр завдовжки 10 км та завширшки 15 км, тому він є типовою затокою, але в ісландській традиції називається фіордом.

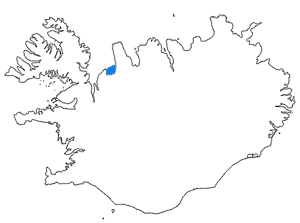
Розташування затоки

На східному березі цього фіорду лежить селище Бльондюоус (бл. 1 тис. населення), а трохи північніше село Скагастрьонд (населення — 500 осіб). У гирлі річки Бланда також є острів Хрутей, на якому облаштовано природний заповідник. На західному березі затоки стоїть скеля незвичної форми Хвітсеркур.

## Історія
Давня назва фіорду - Ватнафьордюр, тобто «фіорд багатьох озер», тому що на півдні затоки знаходиться багато мілких лагун.
Згідно з середньовічним рукописом «Ланднамабок» та «Сагою про мешканців долини Ватнсдалр», у долині на південно-східному березі затоки оселився Інгімундур Гамлі Орстейнссон.